# Sydney Holland (2e vicomte Knutsford)
Sydney George Holland, 2e vicomte Knutsford (19 mars 1855-27 juillet 1931) est un avocat et pair britannique. 

## Jeunesse et éducation
Knutsford est le fils jumeau aîné de l'homme politique conservateur Henry Holland (1er vicomte Knutsford) et de son épouse Elizabeth Margaret Hibbert. Son grand-père est le médecin et écrivain de voyage Henry Holland (1er baronnet). Sa mère est décédée quand il a trois ans. Il fait ses études au Wellington College et au Trinity Hall, Cambridge, et est admis au Barreau en 1879. 

## Carrière
En 1898, Knutsford est élu président de la East and West India Dock Company. Il est administrateur de nombreuses sociétés, dont une banque anglaise, écossaise et australienne et la Underground Electric Railways Company. Il est également administrateur de la City and South London Railway, de la London and Scottish Life Assurance Company et membre honoraire du Trinity Hall de Cambridge. Il est nommé président du Poplar Hospital en 1891 et est président du London Hospital House Committee de 1896 à 1931. Il succède à son père comme vicomte Knutsford en 1914. 

## Famille
Lord Knutsford épouse Mary Ashburnham, fille de Bertram Ashburnham (4e comte d'Ashburnham), en 1883. Ils ont deux filles. Il est décédé en juillet 1931, à l'âge de 76 ans. Comme il n'a pas de fils, son frère cadet, Arthur, lui succède comme baron. 